# سوپر جام فوتبال لیتوانی
 سوپر جام فوتبال لیتوانی  (به لیتوانیایی: LFF Supertaurė) مسابقه‌ای است که سالانه مابین قهرمان لیگ آ فوتبال لیتوانی و قهرمان جام حذفی فوتبال لیتوانی برگزار می‌شود.